# 恋時雨
「恋時雨」（こいしぐれ）は、日本の音楽グループ湘南乃風の8枚目のシングルである。2008年8月27日発売。発売元はトイズファクトリー。

## 概要
- 前作から6ヵ月振りとなるシングル。
- 初回限定盤にはstudio crocodile制作による「黄金魂」のカップリング曲「曖歌」のPVを収録したDVD付き。

## 収録曲
1. 恋時雨(6:25)
（作詞：湘南乃風 / 作曲：湘南乃風、soundbreakers / 編曲：soundbreakers、湘南乃風）
「純恋歌」以来となるラブソング。
PVには柔道家の井上康生が出演している。
2. Electric BOMB(1:15)
（作曲：湘南乃風、Blood-I、Illicit Tsuboi / 編曲：BK、湘南乃風）
3. SHOW TIME(2:57)
（作詞・作曲・編曲：湘南乃風）
  - 湘南ベルマーレの試合直前映像に使用されている。
  - 埼玉西武ライオンズの炭谷銀仁朗の登場曲として使用されている。
4. 恋時雨 〜instrumental〜(6:23)
5. SHOW TIME 〜instrumental〜(2:55)

## 収録アルバム
- 『湘南乃風〜JOKER〜』（#1、#3）
- 『湘南乃風〜Single Best〜』（#1）
- 『湘南乃風〜Live Set Best〜』（#3）